# Jean Le Cour-Grandmaison
Pour les articles homonymes, voir Cour et Grandmaison.
Pour les autres membres de la famille, voir Famille Le Cour Grandmaison.
Jean Le Cour-Grandmaison (né le 15 mars 1883 à Nantes et mort le 17 janvier 1974 à l'abbaye de Kergonan à Plouharnel) est un officier de marine, journaliste et homme politique français.

## Biographie

### Officier de marine
Fils de Charles Le Cour-Grandmaison et de Louise François Saint-Maur, parlementaire de la Loire-Inférieure, et gendre de l'amiral Charles de Marliave, Jean Le Cour-Grandmaison fait ses études chez les Frères de la doctrine chrétienne, puis entre au collège Stanislas, avant d’intégrer l'École navale en 1900. 
En 1904, il est affecté au croiseur-cuirassé Gueydon sur lequel il assiste au siège de Port-Arthur, une des batailles de la guerre russo-japonaise. En août 1907, en tant qu'officier canonnier du croiseur Forbin, il participe aux opérations de pacification de la région de Chaouia en 1907, pendant la campagne du Maroc, en débarquant des troupes françaises.
Affecté en août 1914 sur le croiseur-cuirassier Condé à Veracruz, il contribue à protéger les intérêts de la France pendant la Révolution mexicaine. Lorsque la Grande guerre éclate, son bâtiment est intégré à la division navale britannique de la mer des Antilles et participe à la destruction de navires corsaires allemands et de leurs ravitailleurs.
Il rejoint le front en 1915 dans le régiment de canonniers-marins qui opère les pièces de marine à longue portée. À partir de 1916, il commande la 1re batterie mobile et participe aux grandes offensives de Verdun, de Belgique, du Chemin des Dames et de Lorraine. Une fois l'armistice de 1918 signé, il est placé à la tête d'une section de la Flottille du Rhin commandée par François Darlan.
Ayant obtenu pour sa conduite pendant la guerre trois citations, la croix de guerre 1914-1918, et la Légion d'honneur, il donne sa démission en 1919 pour se consacrer à la vie politique.

### Député de la Loire-Inférieure
Au cours de ses mandats successifs, il s'oppose au socialisme et au radicalisme qu'il juge d'une part contraires à l'intérêt national et d'autre part les ennemis les plus acharnés de la religion catholique. 
Du fait de son passé de marin, il travaille aux questions navales et à la politique étrangère en siégeant à la commission de la marine militaire (de 1919 à 1940) et à la commission des affaires étrangères (de 1919 à 1936), en étant rapporteur de nombreux projets de loi sur l'organisation des équipages de la flotte et celle du corps des officiers de marine et en intervenant avec régularité dans les débats qui impliquent les intérêts extérieurs de la France.
Pour autant, il ne se limite pas à ces questions et se consacre également au reste du spectre politique dans ses discours, ses rapports et ses propositions de loi. Ainsi, son premier mandat est aussi l'occasion pour lui d'être membre de la commission de l'Alsace-Lorraine et de la commission des comptes définitifs. Enfin, il traite de questions relatives à la fiscalité et aux finances de l’État.

#### XIIelégislature: Fermeté vis-à-vis de l'Allemagne
Il est élu au premier tour aux élections de 1919, sur la liste d'union nationale catholique du marquis de Dion, dans la 2e circonscription de la Loire-Inférieure.  Le Cour-Grandmaison siège à droite à la Chambre et s'inscrit au groupe des Indépendants de droite, dominé par les sympathisants de l'Action française. 
Le 1er avril 1922, lui et ses collègues Charles Ruellan, Eugène Magne, Henri de La Ferronnays, Pierre Jurie-Joly et Jean Ybarnégaray empêchent Aristide Briand de justifier à la tribune la politique étrangère de son gouvernement (tombé en janvier 1922 du fait de la motion de Léon Daudet) par leurs interruptions constantes. En effet, ils considèrent que Briand a fait preuve de pusillanimité dans la négociation des indemnités de guerre allemandes en refusant d'aller contre l'avis du cabinet britannique. 
En juin 1923, il soutient l'occupation de la Ruhr décidée par Raymond Poincaré. Tout en qualifiant ce dernier de « bon Français qui a planté dans la Ruhr le drapeau de la France », il précise n'apporter cet appui au gouvernement « sans rien renier ses convictions politiques et religieuses et, en particulier, sans souscrire aux lois laïques » que Poincaré et l'Alliance démocratique avaient soutenues.

#### XIIIelégislature: Opposition à la politique antireligieuse du Cartel
Aux élections générales de 1924, il est réélu au premier tour dans la même circonscription, après s'être porté à nouveau candidat sur la liste d'union nationale catholique. Il siège parmi les non-inscrits, le groupe des Indépendants de droite n'ayant pas été reconduit.
Cette législature étant marquée par l'opposition des catholique contre la politique anticléricale de la majorité du Cartel des gauches, Jean Le Cour-Grandmaison se fait très vite remarquer comme un des chefs des protestataires. En effet, il prend régulièrement la parole lors des manifestations de la Fédération nationale catholique qui secouent la société française entre 1924 et 1927 ; ainsi, le 1er mars 1925 à Nantes où il prononce devant une foule de 80 000 personnes un discours pour dénoncer la déchristianisation de la France, prélude, selon lui, à des effondrements sociaux majeurs.
À la Chambre, il profite régulièrement des interpellations au gouvernement pour dénoncer la laïcisation de la société française :
- En 1924, l’arrestation d'agitateurs communistes à Bobigny lui donne l'occasion de critiquer le Gouvernement Édouard Herriot et sa politique de « juste milieu » digne d'un « révolutionnaire conservateur », coupable « de vouloir substituer un idéal nouveau - l'idéal laïque - à l'antique idéal chrétien qui avait fait jusqu'à nos jours la base même de l'organisation des sociétés ».

- Le 19 mars 1925, lorsque Pierre Cazals interpelle le gouvernement sur la Déclaration sur les lois dites de laïcité, document de la hiérarchie catholique française qui attaque les institutions laïques et scolaires de la République, il tonne à l'adresse des radicaux : « Laïciser l’État, déchristianiser l'armature sociale, cela vous paraît un progrès, le Progrès. Nous y voyons, nous, la plus aveugle, la plus brutale des régressions. » Il est soutenu dans sa critique de la laïcité par ses collègues Henri-Constant Groussau et Armand de Baudry d'Asson, avec qui il avait siégé parmi les Indépendants de droite[3].

- En 1927, lors de la discussion des interpellations sur le communisme, il prend à partie le Président du Conseil Raymond Poincaré : « Vous avez enseigné au peuple que les vieux dogmes qui ont placé l'Europe à la tête du progrès étaient désormais périmés. Vous avez éteint les étoiles du ciel et vous lui avez dit : "C'est sur cette terre que l'homme doit réaliser son rêve" », position philosophique qu'il juge intenable. Il conclut son adresse par une citation de Benoît XV : « Dans l'ordre social, l'oubli de Dieu aboutit à l'anarchie et à la révolution ».

Ainsi qu'il le souligne dans son discours du 19 mars 1925, il ne peut y avoir d'alternative entre le christianisme et la révolution permanente, et la laïcité ne pourra plonger la France que dans la lutte des classes : 

« Le bonheur des peuples, pas plus que celui des individus, ne dépend pas de la puissance des moyens matériels dont ils disposent. Le bonheur des peuples, c'est dans le cœur de l'homme qu'il réside, et ce cœur n'a pas changé depuis les jours lointains de Confucius, de Moïse ou d'Homère. Aujourd'hui, comme au temps de Platon, ce cœur est assoiffé de beauté, de justice et d'amour, et la vie ne lui offre le plus souvent qu'injustice, que deuil et que misère. Voilà le grand, l'éternel problème, et celui qui ne l'a pas résolu ne peut pas grand chose pour le bonheur de ses frères.(Applaudissements à droite.) Je connais votre réponse. Vous rendez volontiers hommage au rôle bienfaisant du christianisme dans le passé. Mais, dites-vous, c'est une doctrine qui a fait son temps. Cet arbre magnifique, qui a abrité et nourri tant de générations, n'est plus aujourd'hui qu'une souche desséchée obstruant le chemin de l'avenir. A des temps nouveaux, il faut une foi nouvelle, la foi laïque. Mais s'il est vrai — et qui donc pourrait le contester ? — que notre civilisation repose sur le christianisme, quand vous laïcisez la société, c'est la base même de notre civilisation que vous ébranlez et je ne pense pas que l'édifice reste longtemps debout, le jour où vous auriez réussi à ruiner complètement les fondations. (Applaudissements à droite.) Vous dites, il est vrai, qu'à cet édifice vieilli vous en substituez un autre, celui dont le dix-huitième siècle a défini le plan et tracé les grandes lignes, dans lequel c'est l'homme qui devient à lui-même son principe et sa fin. Et comme il faut fournir une règle à sa conscience et un dérivatif aux aspirations de son cœur, vous lui prêchez la religion vague et confuse de la Raison ou de l'Humanité. [...]
Voilà bientôt un siècle et demi que, pour émanciper le travail, on a fait table rase de l’organisation traditionnelle. Et que de deuils, que de misères, que de larmes, que de sang même a coûtés aux travailleurs l'avènement de ce libéralisme économique qui, en plein dix-neuvième siècle, a fait peser sur eux un joug plus inhumain peut-être que celui de l'esclavage antique ! (Applaudissements à droite.— Interruptions à l'extrême-gauche.) Les travailleurs avaient leur place dans la société d'autrefois. (Exclamations à l'extrême-gauche.) Ils ne l'ont pas encore retrouvée dans le vôtre et c'est une des causes les plus certaines de ce profond malaise qu'éprouvent les nations modernes. La réaction de l'instinct, les a poussés à s'associer pour reconstituer une pâle contrefaçon de ces corps professionnels dont la chute avait été saluée en 1789 comme une délivrance. Il est vrai que vous avez laïcisé les syndicats, et qu'à la vieille devise chrétienne: "Aimez-vous les uns les autres" vous avez substitué le mot d'ordre nouveau "Guerre de classes". Je ne trouve pas, pour ma part, que ce soit un progrès. (Applaudissements à droite. - Interruptions à l'extrême-gauche.) [...]
Sont-ce donc là, messieurs, les signes avant-coureurs de cette aurore dont vous aimez à saluer dans vos discours les premiers feux ? S'il en est ainsi, c'est donc l'aurore sanglante d'un jour de tempête, qui fera crouler cet édifice de notre vieille civilisation dont vos mains téméraires et ingrates' travaillent à saper la fondation pendant qu'il vous abrite encore sous ses voûtes séculaires. (Applaudissements à droite.) Cette civilisation, je le répète, repose sur le christianisme ; sa pierre angulaire est le Christ, il faut accepter le principe ou renoncer au bénéfice des conséquences. (Applaudissements à droite. - Interruptions à gauche et à l'extrême-gauche.) [...] L’Église ou la Révolution, voilà le dilemme, et Jaurès est, sur ce point, d'accord avec les papes, il n'y a pas d'autre alternative, et la vieille formule: "Ni réaction, ni révolution" est plus que jamais vide de sens. [...] C'est parce que nous pensons que rien ne peut remplacer Dieu dans le système de la vie sociale, que ni comme catholiques, ni comme Français, nous ne pouvons accepter le principe de la laïcité. »

#### XIVelégislature
Le mode de scrutin ayant évolué pour revenir au scrutin uninominal d'arrondissement, il parvient à se faire réélire au premier tour des élections de 1928, cette fois dans la 4e circonscription de Nantes.
En 1928, il interpelle le quatrième gouvernement Poincaré sur sa politique générale et sa composition et déclare à la tribune : « Continuerons-nous à ne pas nous comprendre - que dis-je - à nous combattre, alors que presque tous, en France, nous voulons les mêmes choses et que nous ne différons souvent que sur la façon de les nommer ? ».

#### XVelégislature
Il est réélu député au premier tour aux élections de 1932. Il est également élu maire de Guenrouët en 1932, et il le restera jusqu'en 1942.
Pendant cette législature, il siège dans le groupe des Indépendants qui rassemble les tenants de la droite conservatrice. 
Il s'intéresse en particulier à l'agriculture et ses problèmes économiques, tout en continuant à intervenir sur la politique générale.

#### XVIelégislature
Il est réélu député au premier tour aux élections de 1936.
Lors de la formation du premier gouvernement Blum, issu de la majorité du Front populaire, il prononce le discours suivant, où il souligne le glissement idéologique des partis de gauche vers les thèmes de la droite :

« Nous avons vu le parti communiste, plus radical encore dans son évolution, se poser en champion de la patrie et de la famille. Nous vous avons entendu vous flatter de rendre à la France sa grandeur passée, ce qui sur nos lèvres eût été tenu pour un propos horriblement réactionnaire. Je ne veux pas rechercher ici si cette évolution est sincère, ou simplement habile. Je n'en veux retenir qu’une chose : c’est que vous avez senti que, pour entraîner le peuple de France, il ne faut pas lui proposer la lutte des classes, la dictature du prolétariat, la collectivisation, le régime des soviets ou les vacances de la légalité. Il faut faire appel à ces vieux mots qui plongent des racines si profondes dans le terroir et dans les cœurs de chez nous : liberté, patrie, famille, intérêts professionnels. [...]
Vous l’avez reconnu, d'ailleurs, Monsieur Thorez, quand vous avez dit que parmi les électeurs qui ont voté communiste, un grand nombre ne désirait pas voir s'installer en France le régime des soviets, mais qu'ils laissaient manifester leur volonté d’avoir un régime capable de leur donner le pain, la paix, la liberté. C’est bien cette trilogie fameuse qui a été plébiscitée aux élections. Mais vous me permettrez d’observer que si elle flamboyait en tenues particulièrement éclatants sur les affiches du Front populaire, elle résumait aussi les manifestes de grands groupements où se rassemblent des millions de Français, associations d'anciens combattants, mouvement des Croix-de-Feu, Fédération nationale catholique. [...]
Quand nous entendons condamner l’anarchie libérale actuelle, génératrice de scandales et de misères, quand nous entendons dire qu’il faut instaurer une discipline économique et établir un ordre social plus humain, nous reconnaissons un langage qui nous est familier ; et j'ai le droit de rappeler qu’il y a cinquante ans, nos pères étaient presque seuls à le tenir dans ce pays et dans cette enceinte. Si, aujourd’hui, sous la pression des événements, cette doctrine a des partisans de plus en plus nombreux, c’est que les faits ont donné raison à nos pères, et j’ai le droit de constater avec fierté que, si quelqu'un a changé, ce n’est pas nous. »

Le 8 mai 1937, à l'occasion du débat sur la politique générale du deuxième gouvernement Blum, il prononce un discours mémorable [lire sur Wikisource] pour critiquer la crise politique dans laquelle le pays est plongé et réclamer des Français une « révolution dans la paix » :

« La restauration de l'activité économique, de la liberté sous toutes ses formes légitimes, de l'ordre social et aussi, il faut le dire, de la fierté nationale et de la confiance dans l'avenir, est-elle compatible avec le maintien de notre régime politique, économique et social actuel ? Le Gouvernement dit : oui, M. Bergery dit : non. Je crois que c'est M. Bergery qui a raison. [...]
Pour le savoir, il suffit de jeter un regard sur le monde qui nous entoure. Du point de vue économique, il est l’œuvre de ce libéralisme qui, vers la fin du dix-huitième siècle, pour supprimer d’intolérables abus, abattait les barrières tutélaires que l’expérience et la sagesse de nos pères avaient dressées devant les excès de la concurrence. [...] La conséquence, vous le savez, ça a été la mainmise des banques sur toute l'activité économique, le règne dictatorial d'une oligarchie financière qui, disposant sans contrôle de capitaux qui, d'ailleurs, ne lui appartiennent pas, car ce sont les obligataires et les actionnaires qui sont les premières victimes du capitalisme
(Applaudissements à droite, au centre, à gauche et à l'extrême gauche), disposant, dis-je, sans contrôle de cette puissance, a fini par ne voir dans l'activité économique qu'un motif à la spéculation et qui, en la développant sans mesure, a provoqué finalement l'arrêt presque complet d'un mécanisme enrayé pour avoir trop longtemps et trop follement tourné à vide.
En définitive, ce qui caractérise notre structure économique actuelle, c'est qu'elle met l’homme au service de la production et la production elle-même au service de l'argent. (Applaudissements sur les mêmes bancs.) [...]
Nous avons le devoir non pas de conserver un ordre social inhumain, mais de travailler tous ensemble à lui substituer un ordre plus humain qui, rétablissant la véritable hiérarchie des valeurs, mette l'argent au service de l'homme et l'homme lui-même au service d'un idéal qui le dépasse et qui donne un sens sa vie. (Applaudissements à droite, au centre, à gauche et à l'extrême gauche.)
Passer de l'ordre inhumain d'aujourd'hui à cet ordre plus humain, voilà une réforme de structure, et c'est, je pense, celle-là que M. Bergery a en vue, quand il mène, avec sa fougue coutumière, une campagne contre les trusts.
Seulement, le moyen qu'il propose me paraît inopérant, je dirai même contradictoire, car nationaliser les trusts, ce n'est pas réformer la structure, c'est la pousser à ses conséquences extrêmes, en substituant au capitalisme déjà trop concentré des trusts le capitalisme encore plus étroitement concentré de l'Etat (Applaudissements à droite et au centre.) [...]
C'est un autre fait que l'immense majorité des Français oppose aux régimes totalitaires, quels qu'ils soient, un refus formel. (Applaudissements à droite, au centre et à gauche.)
Pourquoi ? C'est, me semble-t-il, qu'en dépit de leurs contrastes superficiels les régimes totalitaires sont tous de la même famille.
Racisme allemand ou communisme russe, pour ne prendre que deux plus représentatifs, ont beau se poser comme les irréductibles champions de deux idéologies contradictoires, au fond l'un comme l'autre exigent des peuples, comme prix payé d'avance de bienfaits hypothétiques, une rançon qu'aucun Français, je crois, n'est disposé à consentir : le sacrifice de la liberté de la personne humaine. (Applaudissements à droite, au centre, à gauche et sur de nombreux bancs à l'extrême gauche.)
La liberté ! Faut-il que le prestige de ce mot soit puissant sur les âmes françaises, puisque ceux-mêmes qui, chez nous, rêvent d'instaurer la dictature d'un parti, sentent le besoin de s'abriter sous le drapeau de la liberté ! (Applaudissements à droite et au centre.) [...]
Nous n'avons à demander à l'étranger ni des exemples, ni des modèles, moins encore des conseils ou je ne sais quelle tutelle ; au contraire. (Vifs applaudissements à droite, au centre et à gauche.)
Plus je considère le monde contemporain, plus je me persuade qu'en face des expériences totalitaires, c'est à la France qu'il appartient de révéler, en l'instituant chez elle, la formule nouvelle qui concilierait dans un harmonieux équilibre ces deux qui ne sont contradictoires qu'en apparence : l'autorité de l'Etat, la liberté des citoyens, des métiers et des familles. (Applaudissements à droite, au centre et sur divers bancs à gauche et à l'extrême gauche.) [...]
Bien loin d'être inconciliables et contradictoires, autorité de l'Etat, liberté des citoyens sont deux termes qui s'appellent et qui se complètent. Mais ils ne peuvent exister qu'à une condition, et ce sera, messieurs, ma conclusion. Toute société humaine, quelle qu'elle soit, tribu primitive, libre
Angleterre, U.R.S.S, a besoin, pour se constituer et pour vivre, d'un minimum d'ordre. A cet ordre, on ne peut concevoir que deux fondements : ou la force brutale, ou une loi morale qui, librement acceptée par les consciences, permette de réduire au minimum les interventions de la contrainte extérieure.
Loi morale ou force brutale, messieurs, pas d'autre alternative.
Et l'histoire de l'humanité nous montre les peuples condamnés à passer trêve, dans une oscillation tragique, de l'anarchie à du désordre à la dictature, à moins qu'ils ne consentent à demander à la loi morale la règle de leur équilibre. (Applaudissements à droite, au centre et sur quelques bancs à gauche)
Cette leçon de l'histoire vient d'être rappelée au monde par une voix dont personne ici, je pense, ne contestera la compétence et l'impartialité. Dans le grand discours qu'il prononçait, le 1er décembre dernier, à Buenos-Aires, au congrès panaméricain, le Président Roosevelt, au lendemain de sa réélection triomphale, portait sur les dictatures un jugement sévère. Il proclamait l'indéfectible attachement des deux Amériques l'idéal de liberté, mais affirmait aussi solennellement sa conviction que la loi divine demeure le palladium de cette liberté. (Applaudissements à droite.) [...] »

Paul Reynaud, se faisant le porte-parole de la Chambre des députés, la juge « unanime à penser qu'il fait honneur à la tribune française ». Le Journal reconnaît en Le Cour-Grandmaison un des orateurs les plus écoutés de la Chambre. L'intervention est également saluée par Le Petit Journal pour qui il est « un conservateur qui se fait applaudir par la gauche ».
Enfin, il reçoit le 10 mai 1937 une lettre de Charles de Gaulle, alors inconnu du grand public, qui lui adresse ses félicitations dans les termes suivants : 

« Monsieur le Député, je viens de lire votre admirable discours d'hier et tiens à vous féliciter de tout mon cœur. C'est d'abord pour moi un grand honneur de voir grandir la notoriété d'un homme politique [...] pour le talent et le caractère duquel je nourris une très vive sympathie ; mais je trouve aussi, dans les idées que vous avez exprimées , la transposition sur le plan économique et social de toute une philosophie que je partage entièrement au point de vue militaire. »

### Seconde guerre mondiale
Désigné le 21 mars 1940 par Paul Reynaud, comme Sous-secrétaire d'État à la Marine militaire dans le gouvernement d'union nationale de mars 1940, pour aider César Campinchi au département de la marine militaire, il présente, dès le lendemain, sa démission au président du Conseil.
Le 10 juillet 1940, il vote les pleins pouvoirs constituants demandés par le maréchal Pétain. 
Sous l'Occupation, il est choisi par le Régime de Vichy pour siéger au Conseil national, un organe consultatif qui doit contribuer au redressement de la France après la défaite. Il y retrouve de nombreux autres parlementaires de tous bords politiques. Contrairement à son ami général de Castelnau, il appuie le maréchal Pétain et sa tentative de Révolution nationale. 
Après la Libération, il ne se présente plus aux élections législatives, et abandonne la vie politique.  

### Président de la Fédération nationale catholique
Profondément marqué par son engagement catholique, il entre en 1936 au comité directeur de la Fédération nationale catholique et est désigné vice-président en juin de cette année,. Il remplace de facto son président, le général Édouard de Castelnau, sous l'Occupation puis il lui succède à sa mort en 1944. Il préside à partir de 1945 son avatar, la Fédération nationale de l'action catholique tout en étant directeur de son périodique, la France catholique, de 1945 à 1956.
Il préside la Fédération internationale des hommes catholiques de 1948 à 1954.
Dans les années 1930 il devient membre du Tiers ordre de Saint-Dominique, au couvent des dominicains de la Rue du Faubourg Saint-Honoré.

### Journaliste
En parallèle de ses activités politiques, Jean Le Cour-Grandmaison est chroniqueur au Figaro à partir de mai 1937 et ce jusqu'en 1942.
Il continue d'écrire des articles dans la France catholique après en avoir cédé la direction en 1957 à Jean de Fabrègues. En 1960, il se rallie à la politique d'autodétermination de l'Algérie du Général de Gaulle : 

« Bien sûr, la route vers l'Algérie algérienne unie à la France est une route longue, difficile, semée d'écueils ; bien sûr, le risque demeure - le général l'envisage - d'une Algérie se faisant sans la France, voire contre la France... Mais quelle autre route propose-t-on ? Et qui est assez naïf pour s'imaginer que l'un ou l'autre des schémas variables et flous qu'évoque le slogan Algérie française comporte moins de risques, et des risques moins graves ?
Sans illusion sur les difficultés, les délais, les sacrifices, les déceptions qui nous attendent, je crois donc que la sagesse est de se rallier à la politique choisie par celui qui porte la lourde responsabilité du pouvoir et que l'histoire jugera, précisément, sur le dénouement du drame algérien. Toute division, toute divergence encourage la rébellion, diminue les chances d'une solution pacifique et en recule l'échéance. Ce sont là - aussi - de lourdes responsabilités : les nôtres. »

En avril 1961, il critique également l'aventurisme du Putsch des généraux, pointant le danger d'un nouveau Front populaire, un danger plus prégnant à ses yeux que la perte de l'Algérie française :

« La conclusion s'impose même victorieuse en Algérie, l'insurrection eût été sans lendemain. Ou plutôt elle eût créé une situation pire que celle à laquelle ses auteurs prétendaient porter remède. [...] Cette fois du moins, grâce à une habile préparation, la surprise avait été totale et le sang n'a pas coulé. [...] En était-il moins dangereux - j'allais écrire moins criminel - de jouer ainsi avec le feu ? De soumettre à une épreuve impie, le loyalisme, la discipline, l'unité de l'armée, symbole et gage de l'unité de la nation ? De risquer de dresser les unes contre les autres ces communautés dont la symbiose fraternelle constitue la seule chance de paix et d'avenir pour l'Algérie de demain, qu'on l'imagine française ou indépendante ? De faire naître en métropole les conditions, tant souhaitées par Moscou, d'un Front populaire ? »

### Fin de vie
Après le décès de sa femme, il se retire chez les bénédictins de l'Abbaye Sainte-Anne de Kergonan, où il passe les neuf dernières années de sa vie dans la contemplation monastique. Bien qu'appelé frère Jean par les moines, il restera laïc jusqu'à la fin de sa vie.

## Distinctions
- Officier de la Légion d'honneur (12 juillet 1934)
- Croix de guerre 1914-1918